# 경기도의 초등학교 목록
다음은 경기도의 초등학교 목록이다.

## 가
가곡초등학교 · 
가남초등학교 · 
가납초등학교 · 
가능초등학교 · 
가람초등학교 · 
가림초등학교 · 
가사초등학교 · 
가산초등학교 · 
가수초등학교 · 
가양초등학교 · 
가온초등학교 · 
가운초등학교 · 
가좌초등학교 · 
가평마장초등학교 · 
가평초등학교 · 
가현초등학교 · 
각골초등학교 · 
갈곡초등학교 · 
갈곶초등학교 · 
갈담초등학교 · 
갈매초등학교 · 
갈뫼초등학교 · 
갈천초등학교 · 
갈현초등학교 · 
감정초등학교 · 
강상초등학교 · 
강선초등학교 · 
강천초등학교 · 
강하초등학교 · 
개곡초등학교 · 
개군초등학교 · 
개산초등학교 · 
개정초등학교 · 
건원초등학교 · 
걸포초등학교 · 
검단초등학교 · 
검바위초등학교 · 
검산초등학교 · 
경수초등학교 · 
경안초등학교 · 
경의초등학교 · 
경일초등학교 · 
계남초등학교 · 
계성초등학교 · 
계수초등학교 · 
고강초등학교 · 
고골초등학교 · 
고기초등학교 · 
고덕초등학교 · 
고리울초등학교 · 
고림초등학교 · 
고봉초등학교 · 
고산초등학교 · 
고삼초등학교 · 
고색초등학교 · 
고암초등학교 · 
고양관산초등학교 · 
고양백석초등학교 · 
고양신일초등학교 · 
고양용현초등학교 · 
고양초등학교 · 
고양한내초등학교 · 
고양화수초등학교 · 
고양화정초등학교 · 
고잔초등학교 · 
고정초등학교 · 
고창초등학교 · 
고촌초등학교 · 
고현초등학교 · 
곡란초등학교 · 
곡반초등학교 · 
곡선초등학교 · 
곡수초등학교 · 
곡정초등학교 · 
곤지암초등학교 · 
공도초등학교 · 
공세초등학교 · 
과천초등학교 · 
관곡초등학교 · 
관모초등학교 · 
관문초등학교 · 
관산초등학교 · 
관양초등학교 · 
관인초등학교 · 
광교초등학교 · 
광남초등학교 · 
광덕초등학교 · 
광릉초등학교 · 
광명광덕초등학교 · 
광명광성초등학교 · 
광명남초등학교 · 
광명동초등학교 · 
광명북초등학교 · 
광명서초등학교 · 
광명초등학교 · 
광문초등학교 · 
광사초등학교 · 
광선초등학교 · 
광성초등학교 · 
광숭초등학교 · 
광일초등학교 · 
광정초등학교 · 
광주광명초등학교 · 
광주도평초등학교 · 
광주매곡초등학교 · 
광주초등학교 · 
광지원초등학교 · 
교동초등학교 · 
교문초등학교 · 
교하초등학교 · 
구갈초등학교 · 
구룡초등학교 · 
구름산초등학교 · 
구리초등학교 · 
구미초등학교 · 
구봉초등학교 · 
구성초등학교 · 
구운초등학교 · 
구지초등학교 · 
군남초등학교 · 
군내초등학교 · 
군문초등학교 · 
군서초등학교 · 
군자초등학교 · 
군포대야초등학교 · 
군포양정초등학교 · 
군포옥천초등학교 · 
군포초등학교 · 
군포화산초등학교 · 
궁내초등학교 · 
궁평초등학교 · 
권선초등학교 · 
귀인초등학교 · 
금계초등학교 · 
금광초등학교 · 
금광초등학교 조령분교 · 
금교초등학교 · 
금남초등학교 · 
금당초등학교 · 
금란초등학교 · 
금릉초등학교 · 
금모래초등학교 · 
금빛초등학교 · 
금상초등학교 · 
금성초등학교 · 
금신초등학교 · 
금암초등학교 · 
금오초등학교 · 
금정초등학교 · 
금주초등학교 · 
금촌초등학교 · 
금파초등학교 · 
금향초등학교 · 
금화초등학교 · 
기산초등학교 · 
기안초등학교 · 
기흥초등학교 · 
김포대명초등학교 · 
김포서초등학교 · 
김포신풍초등학교 · 
김포초등학교 · 
김포한가람초등학교 · 
까치울초등학교

## 나
나곡초등학교 · 
나눔초등학교 · 
나래초등학교 · 
나룰초등학교 · 
나산초등학교 · 
낙민초등학교 · 
낙생초등학교 · 
남곡초등학교 · 
남면초등학교 · 
남면초등학교 양덕분교 · 
남사초등학교 · 
남수원초등학교 · 
남양주금곡초등학교 · 
남양주덕송초등학교 · 
남양주도곡초등학교 · 
남양주동곡초등학교 · 
남양주미금초등학교 · 
남양주백봉초등학교 · 
남양주송라초등학교 · 
남양주송촌초등학교 · 
남양주신촌초등학교 · 
남양주양정초등학교 · 
남양주양지초등학교 · 
남양주월문초등학교 · 
남양초등학교 · 
남창초등학교 · 
남촌초등학교 · 
남한산초등학교 · 
내기초등학교 신영분교 · 
내기초등학교 · 
내동초등학교 · 
내손초등학교 · 
내양초등학교 · 
내유초등학교 · 
내정초등학교 · 
내촌초등학교 · 
내혜홀초등학교 · 
냉정초등학교 · 
냉천초등학교 · 
노진초등학교 · 
녹양초등학교 · 
늘푸른초등학교 · 
능곡초등학교 · 
능길초등학교 · 
능내초등학교 · 
능동초등학교 · 
능북초등학교 · 
능서초등학교 · 
능실초등학교 · 
능안초등학교 · 
능원초등학교

## 다
다문초등학교 · 
다솜초등학교 · 
단남초등학교 · 
단대초등학교 · 
달안초등학교 · 
답내초등학교 · 
당동초등학교 · 
당수초등학교 · 
당정초등학교 · 
당촌초등학교 · 
대곡초등학교 · 
대곶초등학교 · 
대광초등학교 · 
대남초등학교 · 
대남초등학교 풍도분교 · 
대덕초등학교 · 
대동초등학교 · 
대부초등학교 · 
대서초등학교 · 
대선초등학교 · 
대성동초등학교 · 
대성초등학교 · 
대신초등학교 · 
대아초등학교 · 
대야초등학교 · 
대원초등학교 · 
대월초등학교 · 
대일초등학교 · 
대지초등학교 · 
대청초등학교 · 
대평초등학교 · 
대하초등학교 · 
대현초등학교 · 
대호초등학교 · 
대화초등학교 · 
덕계초등학교 · 
덕도초등학교 · 
덕동초등학교 · 
덕성초등학교 · 
덕소초등학교 · 
덕암초등학교 · 
덕은초등학교 · 
덕이초등학교 · 
덕인초등학교 · 
덕장초등학교 · 
덕정초등학교 · 
덕천초등학교 · 
덕풍초등학교 · 
도곡초등학교 · 
도궁초등학교 · 
도농초등학교 · 
도당초등학교 · 
도덕초등학교 · 
도둔초등학교 · 
도림초등학교 · 
도마산초등학교 · 
도수초등학교 · 
도심초등학교 · 
도암초등학교 · 
도원초등학교 · 
도이초등학교 · 
도일초등학교 · 
도장초등학교 · 
도제원초등학교 · 
도지초등학교 · 
도창초등학교 · 
도척초등학교 · 
도촌초등학교 · 
도평초등학교 · 
독정초등학교 · 
돌마초등학교 · 
동곡초등학교 · 
동구초등학교 · 
동두천송내초등학교 · 
동두천신천초등학교 · 
동두천초등학교 · 
동막초등학교 · 
동백초등학교 · 
동보초등학교 · 
동부초등학교 · 
동삭초등학교 · 
동산초등학교 · 
동수원초등학교 · 
동신초등학교 · 
동안초등학교 · 
동암초등학교 · 
동양초등학교 · 
동오초등학교 · 
동인초등학교 · 
동천초등학교 · 
동탄초등학교 신리분교 · 
동탄초등학교 · 
동패초등학교 · 
동학초등학교 · 
동화초등학교 · 
두일초등학교 · 
두창초등학교 · 
둔대초등학교 · 
둔전제일초등학교 · 
둔전초등학교

## 마
마도초등학교 · 
마북초등학교 · 
마산초등학교 · 
마석초등학교 녹촌분교 · 
마석초등학교 · 
마성초등학교 · 
마송중앙초등학교 · 
마송초등학교 · 
마장초등학교 · 
마전초등학교 · 
마정초등학교 · 
마지초등학교 · 
만선초등학교 · 
만송초등학교 · 
만안초등학교 · 
만정초등학교 · 
망월초등학교 · 
매류초등학교 · 
매봉초등학교 · 
매산초등학교 · 
매여울초등학교 · 
매원초등학교 · 
매탄초등학교 · 
매현초등학교 · 
매홀초등학교 삼미분교 · 
매홀초등학교 · 
매화초등학교 · 
명당초등학교 · 
명덕초등학교 · 
명인초등학교 · 
명학초등학교 · 
모당초등학교 · 
모락초등학교 · 
모현초등학교 · 
목감초등학교 · 
목동초등학교 명지분교 · 
목동초등학교 · 
목리초등학교 · 
목암초등학교 · 
무원초등학교 · 
문기초등학교 · 
문발초등학교 · 
문산동초등학교 · 
문산초등학교 · 
문시초등학교 · 
문원초등학교 · 
문장초등학교 · 
문촌초등학교 · 
문화초등학교 · 
미곡초등학교 · 
미사초등학교 · 
미사강변초등학교 ·  
[[무무무초초등}} 
미양초등학교 · 
미원초등학교 · 
미원초등학교 위곡분교 · 
미원초등학교 장락분교 · 
민락초등학교 · 
민백초등학교

## 바
박달초등학교 · 
반석초등학교 · 
반송초등학교 · 
반월초등학교 · 
반지초등학교 · 
발곡초등학교 · 
발안초등학교 · 
방일초등학교 · 
방초초등학교 · 
배곧초등학교 · 
배양초등학교 · 
배영초등학교 · 
백마초등학교 장항분교 · 
백마초등학교 · 
백문초등학교 · 
백봉초등학교 · 
백사초등학교 · 
백성초등학교 · 
백송초등학교 · 
백신초등학교 · 
백암초등학교 · 
백암초등학교 수정분교 · 
백양초등학교 · 
백운초등학교 · 
백의초등학교 · 
백학초등학교 · 
백현초등학교 · 
버들개초등학교 · 
번천초등학교 · 
벌말초등학교 · 
벌원초등학교 · 
범계초등학교 · 
범박초등학교 · 
법원초등학교 · 
벽제초등학교 · 
별내초등학교 · 
별망초등학교 · 
병점초등학교 · 
보개초등학교 가율분교 · 
보개초등학교 · 
보라초등학교 · 
보산초등학교 · 
보정초등학교 · 
보체초등학교 · 
보평초등학교 · 
복사초등학교 · 
복정초등학교 · 
복창초등학교 · 
본오초등학교 · 
본원초등학교 · 
봉담초등학교 · 
봉암초등학교 · 
봉일천초등학교 · 
부곡중앙초등학교 · 
부광초등학교 · 
부림초등학교 · 
부명초등학교 · 
부발초등학교 백록분교 · 
부발초등학교 · 
부양초등학교 · 
부용초등학교 · 
부원초등학교 · 
부인초등학교 · 
부일초등학교 · 
부천남초등학교 · 
부천대명초등학교 · 
부천덕산초등학교 대장분교 · 
부천덕산초등학교 · 
부천동초등학교 · 
부천부곡초등학교 · 
부천부안초등학교 · 
부천부흥초등학교 · 
부천북초등학교 · 
부천삼정초등학교 · 
부천서초등학교 · 
부천송일초등학교 · 
부천수주초등학교 · 
부천신흥초등학교 · 
부천양지초등학교 · 
부천여월초등학교 · 
부천역곡초등학교 · 
부천원일초등학교 · 
부천일신초등학교 · 
부천중앙초등학교 · 
부천중원초등학교 · 
부천초등학교 · 
부평초등학교 · 
북내초등학교 도전분교 · 
북내초등학교 운암분교 · 
북내초등학교 주암분교 · 
북내초등학교 · 
분당초등학교 · 
분원초등학교 · 
불곡초등학교 · 
불정초등학교 · 
비룡초등학교 · 
비봉초등학교 · 
비산초등학교 · 
비전초등학교

## 사
사능초등학교 · 
사동초등학교 · 
사우초등학교 · 
사창초등학교 · 
산곡초등학교 · 
산남초등학교 · 
산본초등학교 · 
산북초등학교 · 
산양초등학교 · 
산운초등학교 · 
산의초등학교 · 
산평초등학교 · 
삼가초등학교 · 
삼덕초등학교 · 
삼리초등학교 · 
삼봉초등학교 · 
삼상초등학교 · 
삼성초등학교 (안양시) · 
삼성초등학교 (파주시) · 
삼송초등학교 · 
삼숭초등학교 · 
삼일초등학교 · 
삼죽초등학교 · 
상갈초등학교 · 
상대원초등학교 · 
상도초등학교 · 
상동초등학교 · 
상록초등학교 · 
상률초등학교 · 
상리초등학교 · 
상면초등학교 · 
상미초등학교 · 
상봉초등학교 · 
상색초등학교 · 
상수초등학교 · 
상신초등학교 · 
상원초등학교 (부천시) · 
상원초등학교 (성남시) · 
상인초등학교 · 
상일초등학교 · 
상지초등학교 · 
상천초등학교 · 
상촌초등학교 · 
상탄초등학교 · 
상탑초등학교 · 
상패초등학교 · 
상품초등학교 · 
상하초등학교 · 
상현초등학교 · 
새금초등학교 · 
새말초등학교 · 
새빛초등학교 · 
새솔초등학교 · 
샘모루초등학교 · 
생연초등학교 · 
서농초등학교 · 
서당초등학교 · 
서룡초등학교 · 
서명초등학교 · 
서부초등학교 · 
서삼초등학교 · 
서신초등학교 · 
서신초등학교 제부분교 · 
서암초등학교 · 
서운초등학교 · 
서원초등학교 · 
서정리초등학교 · 
서정초등학교 · 
서종초등학교 · 
서천초등학교 · 
서촌초등학교 · 
서탄초등학교 내수분교 · 
서탄초등학교 · 
서평초등학교 · 
서해초등학교 · 
서현초등학교 · 
서호초등학교 · 
석곶초등학교 · 
석성초등학교 · 
석수초등학교 · 
석우초등학교 · 
석정초등학교 · 
석천초등학교 (부천시) · 
석천초등학교 (화성시) · 
석현초등학교 · 
석호초등학교 · 
선단초등학교 · 
선동초등학교 · 
선부초등학교 · 
선일초등학교 · 
선행초등학교 · 
설봉초등학교 · 
설성초등학교 · 
성곡초등학교 · 
성남동초등학교 · 
성남매송초등학교 · 
성남미금초등학교 · 
성남북초등학교 · 
성남서초등학교 · 
성남송현초등학교 · 
성남수정초등학교 · 
성남신기초등학교 · 
성남신흥초등학교 · 
성남양지초등학교 · 
성남은행초등학교 · 
성남장안초등학교 · 
성남정자초등학교 · 
성남제일초등학교 · 
성남중앙초등학교 · 
성남초등학교 · 
성라초등학교 · 
성복초등학교 · 
성사초등학교 · 
성산초등학교 · 
성서초등학교 · 
성석초등학교 · 
성수초등학교 · 
성신초등학교 · 
성안초등학교 · 
성저초등학교 · 
성주초등학교 · 
성지초등학교 · 
성포초등학교 · 
성호초등학교 · 
세곡초등학교 · 
세교초등학교 · 
세류초등학교 · 
세월초등학교 · 
세종초등학교 · 
소래초등학교 · 
소만초등학교 · 
소사벌초등학교 · 
소사초등학교 · 
소안초등학교 · 
소요초등학교 · 
소일초등학교 · 
소하초등학교 · 
소현초등학교 · 
소화초등학교 · 
손곡초등학교 · 
솔개초등학교 · 
솔뫼초등학교 · 
솔빛초등학교 · 
솔안초등학교 · 
솔터초등학교 · 
송곡초등학교 · 
송내초등학교 · 
송라초등학교 · 
송린초등학교 · 
송림초등학교 · 
송북초등학교 · 
송산초등학교 · 
송삼초등학교 · 
송신초등학교 · 
송양초등학교 · 
송우초등학교 · 
송운초등학교 · 
송원초등학교 · 
송일초등학교 · 
송전초등학교 · 
송정초등학교 · 
송죽초등학교 · 
송촌초등학교 · 
송추초등학교 · 
송탄초등학교 · 
송포초등학교 · 
송현초등학교 · 
송호초등학교 · 
송화초등학교 · 
수기초등학교 · 
수남초등학교 · 
수내초등학교 · 
수동초등학교 · 
수동초등학교 송천분교 · 
수리초등학교 · 
수성초등학교 · 
수영초등학교 · 
수원가온초등학교 · 
수원금곡초등학교 · 
수원동신초등학교 · 
수원매화초등학교 · 
수원선일초등학교 · 
수원신곡초등학교 · 
수원중촌초등학교 · 
수원초등학교 · 
수일초등학교 · 
수입초등학교 · 
수지초등학교 · 
수진초등학교 · 
수청초등학교 · 
수택초등학교 · 
숙지초등학교 · 
숲속초등학교 · 
슬기초등학교 · 
승지초등학교 · 
시곡초등학교 · 
시랑초등학교 · 
시화초등학교 · 
시흥능곡초등학교 · 
시흥도원초등학교 · 
시흥매화초등학교 · 
시흥신일초등학교 · 
시흥월곶초등학교 · 
시흥은행초등학교 · 
시흥장현초등학교 · 
시흥초등학교 · 
신갈초등학교 · 
신곡초등학교 · 
신길초등학교 · 
신능초등학교 · 
신도초등학교 · 
신동초등학교 · 
신둔초등학교 · 
신리초등학교 · 
신백현초등학교 · 
신봉초등학교 · 
신북초등학교 · 
신산초등학교 · 
신성초등학교 · 
신안초등학교 · 
신양초등학교 · 
신영초등학교 · 
신원초등학교 · 
신월초등학교 · 
신일초등학교 · 
신장초등학교 · 
신지초등학교 · 
신천초등학교 · 
신촌초등학교 · 
신평초등학교 · 
신풍초등학교 · 
신하초등학교 · 
신흥초등학교 · 
심곡초등학교 · 
심석초등학교 · 
심원초등학교 · 
심학초등학교 · 
쌍령초등학교

## 아
아람초등학교 · 
아미초등학교 · 
아인초등학교 · 
안곡초등학교 · 
안녕초등학교 · 
안룡초등학교 · 
안말초등학교 · 
안산광덕초등학교 · 
안산대월초등학교 · 
안산부곡초등학교 · 
안산서초등학교 · 
안산석수초등학교 · 
안산양지초등학교 · 
안산원곡초등학교 · 
안산중앙초등학교 · 
안산진흥초등학교 · 
안산창촌초등학교 · 
안산청석초등학교 · 
안산초등학교 · 
안산해양초등학교 · 
안산호원초등학교 · 
안산화정초등학교 · 
안서초등학교 · 
안성초등학교 · 
안양관악초등학교 · 
안양남초등학교 · 
안양덕현초등학교 · 
안양동초등학교 · 
안양부안초등학교 · 
안양부흥초등학교 · 
안양서초등학교 · 
안양신기초등학교 · 
안양양지초등학교 · 
안양중앙초등학교 · 
안양초등학교 · 
안양호암초등학교 · 
안일초등학교 · 
안중초등학교 · 
안현초등학교 · 
안화초등학교 · 
안흥초등학교 · 
야탑초등학교 · 
약대초등학교 · 
양감초등학교 · 
양곡초등학교 · 
양도초등학교 · 
양동초등학교 · 
양동초등학교 고송분교 · 
양벌초등학교 · 
양산초등학교 · 
양서초등학교 · 
양성초등학교 · 
양수초등학교 · 
양영초등학교 · 
양오초등학교 · 
양일초등학교 · 
양주덕산초등학교 · 
양주덕현초등학교 · 
양주백석초등학교 · 
양지초등학교 · 
양진초등학교 · 
양평단월초등학교 · 
양평동초등학교 · 
양평초등학교 · 
어람초등학교 · 
어룡초등학교 · 
어연초등학교 · 
어정초등학교 · 
언남초등학교 · 
언동초등학교 · 
여주초등학교 · 
여흥초등학교 · 
역북초등학교 · 
연곡초등학교 · 
연라초등학교 · 
연무초등학교 · 
연서초등학교 · 
연성초등학교 · 
연천노곡초등학교 · 
연천왕산초등학교 · 
연천초등학교 · 
연천초등학교 고문분교 · 
연풍초등학교 · 
연하초등학교 · 
연현초등학교 · 
영덕초등학교 · 
영도초등학교 · 
영동초등학교 · 
영북초등학교 · 
영일초등학교 · 
영중초등학교 · 
영천초등학교 · 
영통초등학교 · 
영평초등학교 · 
영화초등학교 · 
예당초등학교 · 
예봉초등학교 · 
예솔초등학교 · 
예원초등학교 · 
오금초등학교 · 
오남초등학교 · 
오동초등학교 · 
오리초등학교 · 
오마초등학교 · 
오목초등학교 · 
오산고현초등학교 · 
오산대원초등학교 · 
오산원당초등학교 · 
오산원일초등학교 · 
오산초등학교 (여주시) · 
오산초등학교 (오산시) · 
오성초등학교 · 
오전초등학교 · 
오정초등학교 · 
오포초등학교 · 
오학초등학교 · 
오현초등학교 · 
옥산초등학교 · 
옥천초등학교 · 
옥터초등학교 · 
온신초등학교 · 
옹정초등학교 · 
와동초등학교 · 
와부초등학교 · 
와석초등학교 · 
와우초등학교 · 
왕곡초등학교 · 
왕남초등학교 · 
왕방초등학교 · 
왕산초등학교 · 
외북초등학교 · 
용두초등학교 · 
용마초등학교 · 
용머리초등학교 · 
용문초등학교 · 
용미초등학교 · 
용신초등학교 · 
용연초등학교 · 
용이초등학교 · 
용인대덕초등학교 · 
용인대일초등학교 · 
용인둔전초등학교 · 
용인백현초등학교 · 
용인성산초등학교 · 
용인신릉초등학교 · 
용인신봉초등학교 · 
용인신촌초등학교 · 
용인심곡초등학교 · 
용인이동초등학교 · 
용인초등학교 · 
용인한빛초등학교 · 
용인한일초등학교 · 
용정초등학교 · 
용천초등학교 · 
용호초등학교 · 
우만초등학교 · 
우정초등학교 · 
운광초등학교 · 
운담초등학교 · 
운산초등학교 · 
운암초등학교 · 
운양초등학교 · 
운유초등학교 · 
운중초등학교 · 
운천초등학교 · 
운학초등학교 · 
웃터골초등학교 · 
웅담초등학교 · 
원곡초등학교 성은분교 · 
원곡초등학교 · 
원당초등학교 · 
원덕초등학교 · 
원동초등학교 · 
원미초등학교 · 
원삼초등학교 · 
원일초등학교 (수원시) · 
원일초등학교 (안산시) · 
원정초등학교 · 
원종초등학교 · 
원중초등학교 · 
원천초등학교 · 
월곶초등학교 · 
월롱초등학교 · 
월포초등학교 · 
유암초등학교 · 
유양초등학교 · 
유현초등학교 · 
윤슬초등학교 · 
율길초등학교 · 
율동초등학교 · 
율면초등학교 · 
율목초등학교 · 
율전초등학교 · 
율현초등학교 · 
은계초등학교 · 
은대초등학교 · 
은봉초등학교 · 
은현초등학교 · 
의순초등학교 · 
의왕덕성초등학교 · 
의왕부곡초등학교 · 
의왕초등학교 · 
의정부부용초등학교 · 
의정부서초등학교 · 
의정부신곡초등학교 · 
의정부용현초등학교 · 
의정부장암초등학교 · 
의정부중앙초등학교 · 
의정부청룡초등학교 · 
의정부초등학교 · 
의정부호동초등학교 · 
의정부호원초등학교 · 
의정부효자초등학교 · 
이곡초등학교 · 
이담초등학교 · 
이동초등학교 · 
이매초등학교 · 
이의초등학교 · 
이천가산초등학교 · 
이천남초등학교 · 
이천단월초등학교 · 
이천매곡초등학교 · 
이천사동초등학교 · 
이천송정초등학교 · 
이천초등학교 · 
이충초등학교 · 
이포초등학교 하호분교 · 
이포초등학교 · 
이현초등학교 · 
이호초등학교 · 
이황초등학교 · 
인계초등학교 · 
인덕원초등학교 · 
인창초등학교 · 
일동초등학교 · 
일산은행초등학교 · 
일산초등학교 · 
일월초등학교 · 
일죽초등학교 · 
임진초등학교 · 
입북초등학교

## 자
자유초등학교 · 
잠원초등학교 · 
장곡초등학교 · 
장기초등학교 · 
장내초등학교 · 
장당초등학교 · 
장명초등학교 장일분교 · 
장명초등학교 · 
장성초등학교 · 
장승초등학교 · 
장자초등학교 · 
장천초등학교 · 
장촌초등학교 · 
장파초등학교 · 
장평초등학교 · 
장현초등학교 · 
장호원초등학교 · 
저동초등학교 · 
적서초등학교 · 
적암초등학교 · 
전곡초등학교 적동분교 · 
전곡초등학교 · 
점동초등학교 뇌곡분교 · 
점동초등학교 · 
점봉초등학교 · 
정교초등학교 · 
정남초등학교 · 
정림초등학교 · 
정발초등학교 · 
정배초등학교 · 
정왕초등학교 · 
정자초등학교 · 
정재초등학교 · 
정지초등학교 · 
정천초등학교 · 
정평초등학교 · 
제암초등학교 · 
제일초등학교 · 
조안초등학교 · 
조원초등학교 · 
조종초등학교 · 
조현초등학교 · 
종덕초등학교 · 
좌항초등학교 · 
주곡초등학교 · 
주엽초등학교 · 
주원초등학교 · 
죽백초등학교 · 
죽산초등학교 · 
죽전초등학교 · 
죽화초등학교 · 
중동초등학교 · 
중리초등학교 · 
중부초등학교 · 
중산초등학교 · 
중앙기독초등학교 · 
중원초등학교 · 
중탑초등학교 · 
중흥초등학교 · 
증포초등학교 · 
지곡초등학교 · 
지도초등학교 · 
지동초등학교 · 
지산초등학교 · 
지석초등학교 · 
지장초등학교 · 
지축초등학교 · 
지평초등학교 일신분교 · 
지평초등학교 · 
지행초등학교 · 
지현초등학교 · 
진가초등학교 · 
진건초등학교 · 
진말초등학교 · 
진안초등학교 · 
진위초등학교 산대분교 · 
진위초등학교 · 
진접초등학교
장승초등학교

## 차
차산초등학교 · 
창수초등학교 · 
창신초등학교 · 
창영초등학교 · 
창용초등학교 · 
창우초등학교 · 
창현초등학교 · 
천남초등학교 · 
천마초등학교 · 
천보초등학교 · 
천일초등학교 · 
천천초등학교 · 
천현초등학교 · 
철산초등학교 · 
청계초등학교 · 
청곡초등학교 · 
청덕초등학교 · 
청룡초등학교 · 
청명초등학교 · 
청북초등학교 · 
청석초등학교 · 
청성초등학교 · 
청솔초등학교 · 
청암초등학교 · 
청옥초등학교 · 
청운초등학교 · 
청원초등학교 · 
청평초등학교 · 
초당초등학교 (안산시) · 
초당초등학교 (용인시) · 
초림초등학교 · 
초성초등학교 · 
초월초등학교 · 
초지초등학교 · 
추산초등학교 · 
축석초등학교 · 
충현초등학교 · 
칠보초등학교 · 
칠봉초등학교

## 타
탄벌초등학교 · 
탄천초등학교 · 
탄현초등학교 · 
탑동초등학교 · 
탑동초등학교 (수원시) · 
태봉초등학교 · 
태안초등학교 · 
태을초등학교 · 
태장초등학교 · 
태전초등학교 · 
태평초등학교 · 
토당초등학교 · 
토월초등학교 · 
토평초등학교 · 
통일초등학교 · 
통진초등학교 · 
퇴계원초등학교

## 파
파양초등학교 · 
파장초등학교 · 
파주대원초등학교 · 
파주송화초등학교 · 
파주와동초등학교 · 
파주초등학교 · 
파평초등학교 · 
판곡초등학교 · 
판교초등학교 · 
팔곡초등학교 · 
팔달초등학교 · 
팔탄초등학교 대방분교 · 
팔탄초등학교 · 
팽성초등학교 · 
평내초등학교 · 
평동초등학교 · 
평일초등학교 · 
평촌초등학교 · 
평택도곡초등학교 · 
평택성동초등학교 · 
평택송화초등학교 · 
평택안일초등학교 · 
평택중앙초등학교 · 
평택지산초등학교 · 
평택초등학교 · 
포곡초등학교 · 
포리초등학교 · 
포일초등학교 · 
포천노곡초등학교 · 
포천삼정초등학교 · 
포천초등학교 · 
표교초등학교 · 
푸른솔초등학교 · 
푸른초등학교 · 
풍덕초등학교 · 
풍동초등학교 · 
풍무초등학교 · 
풍산초등학교 · 
풍양초등학교 · 
풍천초등학교 · 
필봉초등학교

## 하
하남천현초등학교 · 
하남초등학교 · 
하남풍산초등학교 · 
하늘초등학교 · 
하성초등학교 · 
하안남초등학교 · 
하안북초등학교 · 
하안초등학교 · 
하원초등학교 · 
하일초등학교 · 
하중초등학교 · 
하탑초등학교 · 
학동초등학교 · 
학운초등학교 · 
학현초등학교 · 
한가람초등학교 · 
한내초등학교 · 
한마음초등학교 · 
한뫼초등학교 · 
한빛초등학교 · 
한산초등학교 · 
한솔초등학교 · 
한수초등학교 · 
한얼초등학교 · 
한울초등학교 · 
한일초등학교 · 
한홀초등학교 · 
한터초등학교 · 
함박초등학교 · 
함현초등학교 · 
합정초등학교 · 
해밀초등학교 · 
해솔초등학교 · 
해오름초등학교 · 
해운초등학교 · 
행남초등학교 · 
행신초등학교 · 
행정초등학교 · 
행주초등학교 · 
향남초등학교 · 
현덕초등학교 광덕분교 · 
현덕초등학교 · 
현매초등학교 · 
현산초등학교 · 
현암초등학교 · 
현일초등학교 · 
현화초등학교 · 
호계초등학교 · 
호곡초등학교 · 
호동초등학교 · 
호매실초등학교 · 
호법초등학교 · 
호성초등학교 · 
호수초등학교 · 
호암초등학교 · 
호원초등학교 · 
호평초등학교 · 
홍원초등학교 · 
홍천초등학교 · 
화남초등학교 · 
화도초등학교 · 
화랑초등학교 · 
화봉초등학교 · 
화산초등학교 · 
화서초등학교 · 
화성금곡초등학교 · 
화성매송초등학교 · 
화성벌말초등학교 · 
화성월문초등학교 · 
화성장안초등학교 석포분교 · 
화성장안초등학교 · 
화성초등학교 · 
화성화수초등학교 · 
화양초등학교 · 
화원초등학교 · 
화접초등학교 · 
화중초등학교 · 
화진초등학교 · 
화창초등학교 · 
화현초등학교 · 
화홍초등학교 · 
활초초등학교 · 
황곡초등학교 · 
황룡초등학교 · 
회룡초등학교 · 
회정초등학교 · 
회천초등학교 · 
효덕초등학교 · 
효동초등학교 · 
효성초등학교 · 
효원초등학교 · 
효자초등학교 · 
효정초등학교 · 
효천초등학교 · 
효촌초등학교 · 
효탑초등학교 · 
흥덕초등학교 · 
흥도초등학교 · 
흥진초등학교 · 
흥천초등학교 · 
희망대초등학교 · 
희성초등학교